# SA Ringgenberg
Sinds 2009 is er een openbaar toegankelijke kabelspoorweg in bedrijf van de Kirchgasse naar de Burgkirche, de SA Ringgenberg in Ringgenberg in het Berner Oberland, kanton Bern.
 De kerk was tot 2009 lastig via trappen te bereiken. Er is één wagen zonder tegengewicht. Het spoor is het kleinste van Zwitserland. Het spoor is verdekt opgesteld. De rails zijn buizen. Het spoor kan alleen gebruikt worden tijdens openingstijden van de kerk.
De capaciteit zal ongeveer 80 personen per uur zijn. De aandrijving bevindt zich in het dalstation. De fabrikant is Inauen-Schätti uit Glarus Süd.